# حارة الفلاح (أزال)

تعديل مصدري - تعديل

حارة الفلاح هي إحدى حارات حي أزال بمديرية أزال في مدينة صنعاء، بلغ تعداد سكانها 4049 نسمة حسب تعداد اليمن لعام 2004.